# Самматти
Са́мматти (фин. Sammatti) — община в Финляндии, в провинции Уусимаа, в регионе Южная Финляндия. С 2009 года входит в состав муниципалитета Лохья.

## Общие сведения
Первое письменное упоминание о Самматти относится к 1600-м годам.
В Самматти расположена одна из старейших деревянных церквей Финляндии (1665—1666).
На гербе Саммати, утверждённом в 1964 году, изображён лист клёна (автор Олаф Эриксон).

## Персоналии
В Самматти родились Элиас Лённрот (1802—1884) — лингвист, фольклорист, автор эпоса «Калевала» и Эва Элизабет Йоэнпелто (1921—2004) — финская писательница, шестикратный лауреат Государственной премии Финляндии в области литературы. Умер Карле Леопольд Крун (1863–1933), фольклорист.

## Галерея

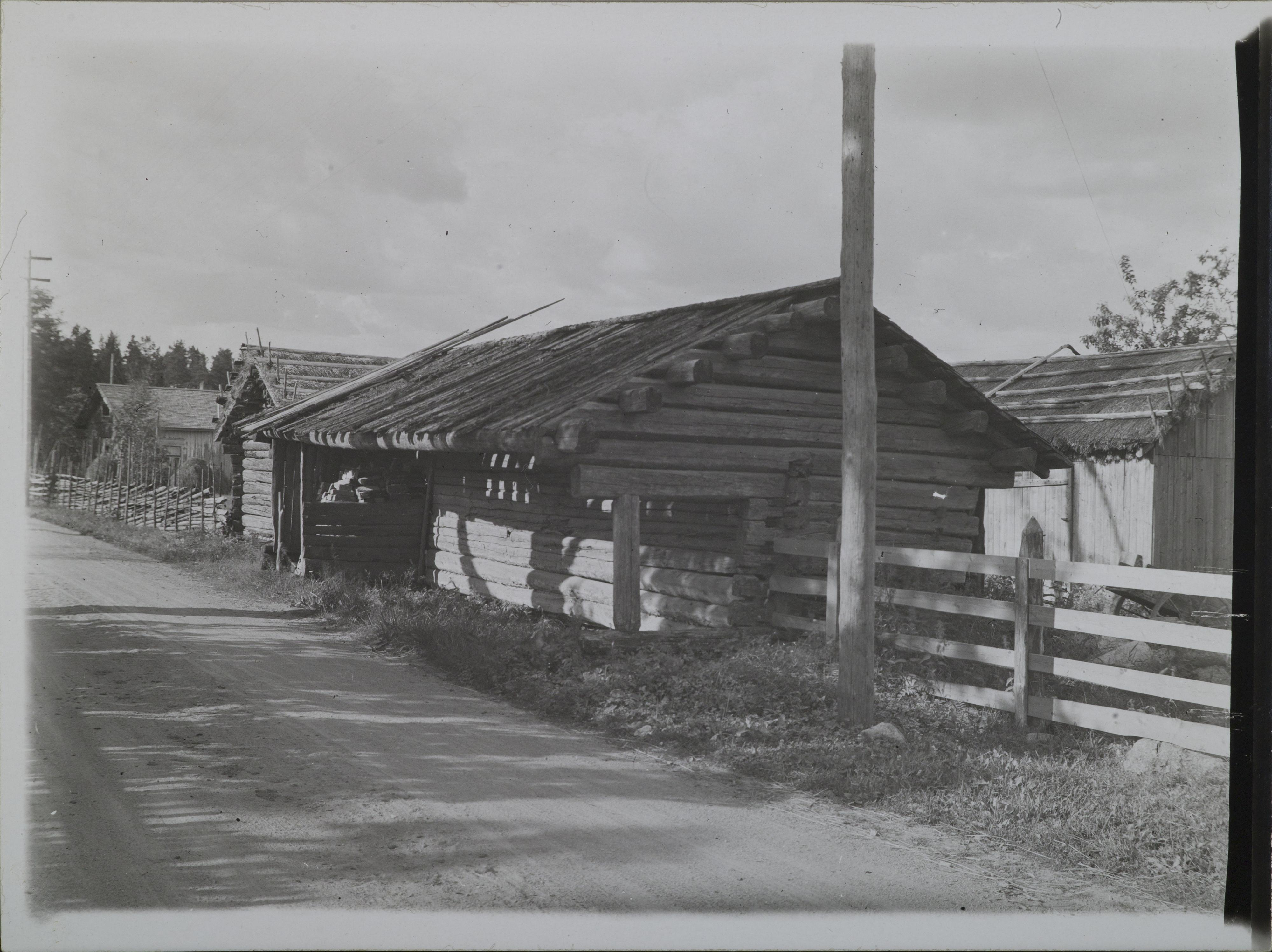
?
Памятник воинам, погибшим в советско-финских войнах (1939—1944)

- Памятник воинам,
погибшим в советско-финских войнах
(1939—1944)